# Blanus mettetali
Espèce
Synonymes
- Blanus cinereus mettetali Bons, 1963

Statut de conservation UICN

 LC  : Préoccupation mineure
Blanus mettetali est une espèce d'amphisbènes de la famille des Blanidae.

## Répartition
Cette espèce est endémique du Maroc.

## Publication originale
- Bons, 1963 : Notes sur Blanus cinereus (Vandelli) description d'une sous-espèce Marocaine: Blanus cinereus mettetali ssp. nov.. Bulletin de la Société des Sciences naturelles et physiques du Maroc, n. 1-2, p. 95-107.